# 日本橋小舟町
35°41′13″N 139°46′41″E / 35.6868682°N 139.7781716°E
日本橋小舟町（日语：／ Nihonbashi-kobunachō */?）是東京都中央區的地名，屬舊日本橋區。

## 歷史
舊日本橋小舟町部分地區劃入舊日本橋堀留町，形成現在的町域。

### 地名由來
原為下舟町。1720年（享保5年）與西側的大船町相對而更名為小舟町。

## 地域
所轄的警察署、消防署
- 中央警察署（日语：中央警察署）（所在地：日本橋兜町）
- 日本橋消防署（所在地：日本橋兜町）

## 備註
1. ↑  町丁目別世帯数男女別人口　中央区ホームページ  平成25年8月1日現在 的存檔，存档日期2013-03-12.
2. ↑  .   [2013-08-17]. （原始内容存档于2013-03-12）.